# Téridő Variancia Alapítvány
A Téridő Variancia Alapítvány (eredeti név: Time Variance Authority, TVA) az idővonalat figyelő szervezet a Marvel Comics által kiadott amerikai képregényekben.
A TVA a 2021-es Disney+ Loki című sorozatban is megjelenik, amely a Marvel Cinematic Universe-ban (MCU) játszódik.
A Time Variance Authority (TVA) először a Thor #372-ben jelent meg 1986-ban.

## További Információk
- Loki hivatalos oldala
- Loki az Internet Movie Database-ben